# James Arthur
James Arthur (Middlesbrough, 1988. március 2. –) angol énekes, zenész (gitáros) és dalszerző. 

## Pályafutása
A brit X Factor kilencedik évadának győztese 2012-ben, ezt követően tett szert nemzetközi ismertségre. Shontelle dalának, az "Impossible"-nek a feldolgozása a döntő után jelent meg tőle mint első kislemeze, és hatalmas nemzetközi sikert aratott, világszerte több mint 2,5 millió eladott példánnyal.
Következő dala, a "You're Nobody 'til Somebody Loves You" a második helyig jutott a brit kislemezlistán. 2013 novemberében jelent meg első, önmagáról elnevezett albuma, mely a 2. helyet érte el a UK Albums Chart-on. James Arthur Simon Cowell kiadójánál, a Syco-nál volt szerződött előadó, annak megszűnése óta a Columbia Records-szal áll szerződésben.

## Diszkográfia

### Nagylemezek
- James Arthur (2013)
- Back from the Edge (2016)
- You (2019)
- It'll All Make Sense in the End (2021)